# Oszustwo podatkowe
Oszustwo podatkowe – umyślne uchylanie się od opodatkowania.
Przestępstwo popełniane wobec prawa w celu uniknięcia opodatkowania lub zmniejszenia jego wysokości. Przy czym akcentuje się tu umyślne zachowanie przestępcze, polegające na podstępnym usiłowaniu albo uchylaniu się od uiszczenia całości albo części podatku. Dlatego należy odróżnić oszustwo podatkowe jako czyn umyślny od nieumyślnego błędu. Przestępstwa podatkowe, w tym oszustwo podatkowe, zaliczone zostały przez państwa członkowskie Wspólnoty Europejskiej do katalogu przestępstw gospodarczych.
W polskim prawie karnym skarbowym pojęcie oszustwa przypisywane jest wielu typom deliktów, do których zalicza się uchylanie się od opodatkowania (art 54. k.k.s), podanie nieprawdy lub zatajenie prawdy w deklaracji lub w oświadczeniu (art. 56 k.k.s), wyłudzenie zwrotu podatku (art. 76 k.k.s), a nawet uporczywe nieterminowe wpłacanie podatku (art. 57. k.k.s).

## Formy oszustw podatkowych
Nielegalne formy unikania podatków mogą przybrać formę:
- zatajenia przedmiotu opodatkowania,
- zatajenia rachunkowego,
- fałszywego kwalifikowania,
- zorganizowania niewypłacalności,

## Najczęściej stwierdzane nieprawidłowości wpodatku od towarów i usług
- stosowanie stawki podatkowej niższej niż należna – podatnicy wykazują w deklaracji VAT-7 sprzedaż towaru lub usługi ze stawką 0 lub 8% zamiast 23% i tym samym zaniżają zobowiązanie podatkowe, licząc, że organ podatkowy tego nie sprawdzi,
- ukrywanie lub usuwanie dokumentów dotyczących niektórych sprzedaży (zmniejsza to podatek należny o kwotę wykazaną na ukrytym dokumencie – zagarniętą przez podatnika),
- zawyżanie wartości sprzedaży eksportowej, a nawet pozorowanie transakcji eksportowanych dla uzyskania przywilejów związanych ze stawką 0%.
- deklarowanie sprzedaży zwolnionej od podatku jako sprzedaży opodatkowanej – w tym w tym przypadku konsekwencją wykazania sprzedaży opodatkowanej jest niezasadne korzystanie z prawa do odliczenia pełnej kwoty podatku naliczonego przy nabyciu towarów i usług.